# Cap Cornwall
Pour les articles homonymes, voir Cornwall.

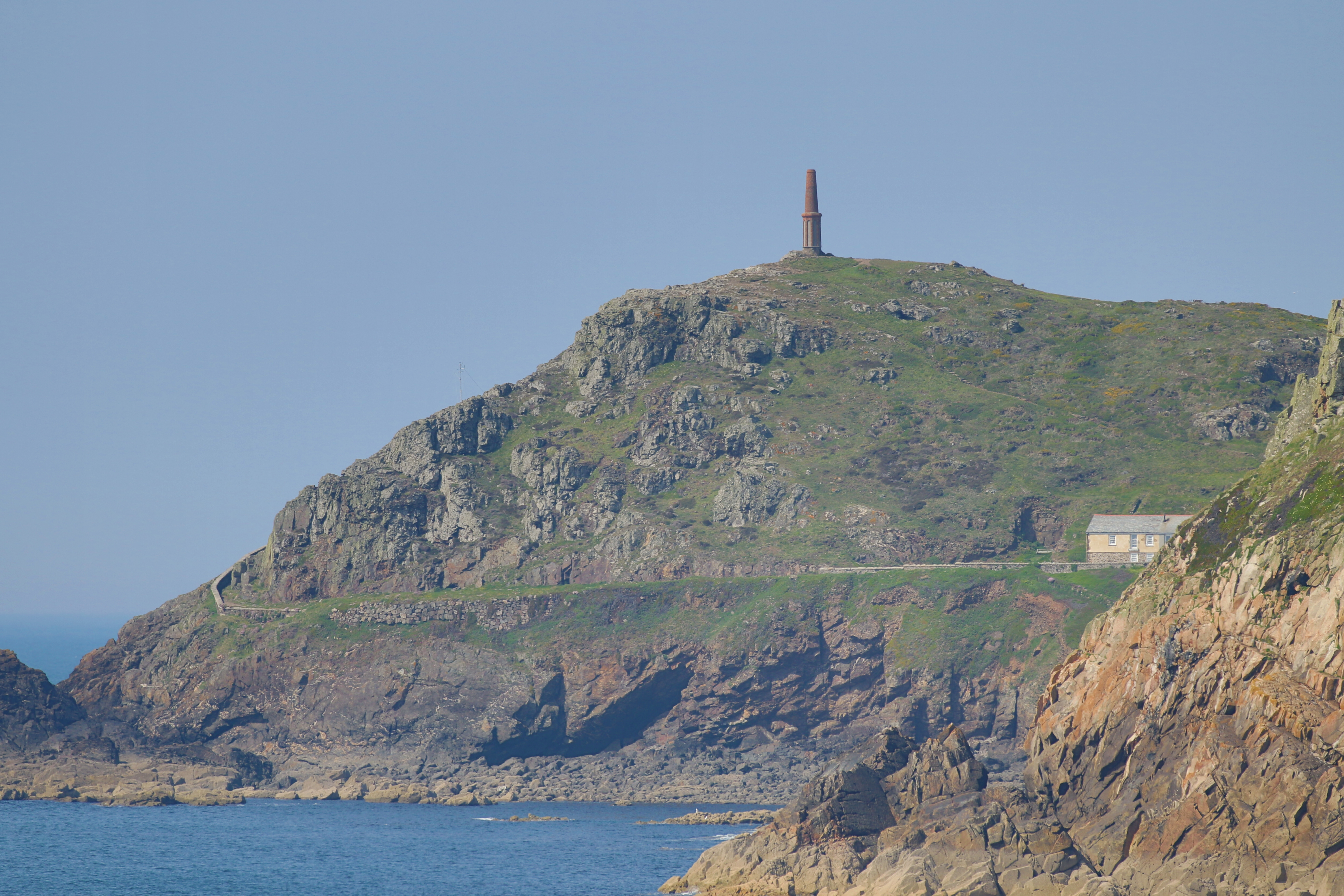
Cape Cornwall

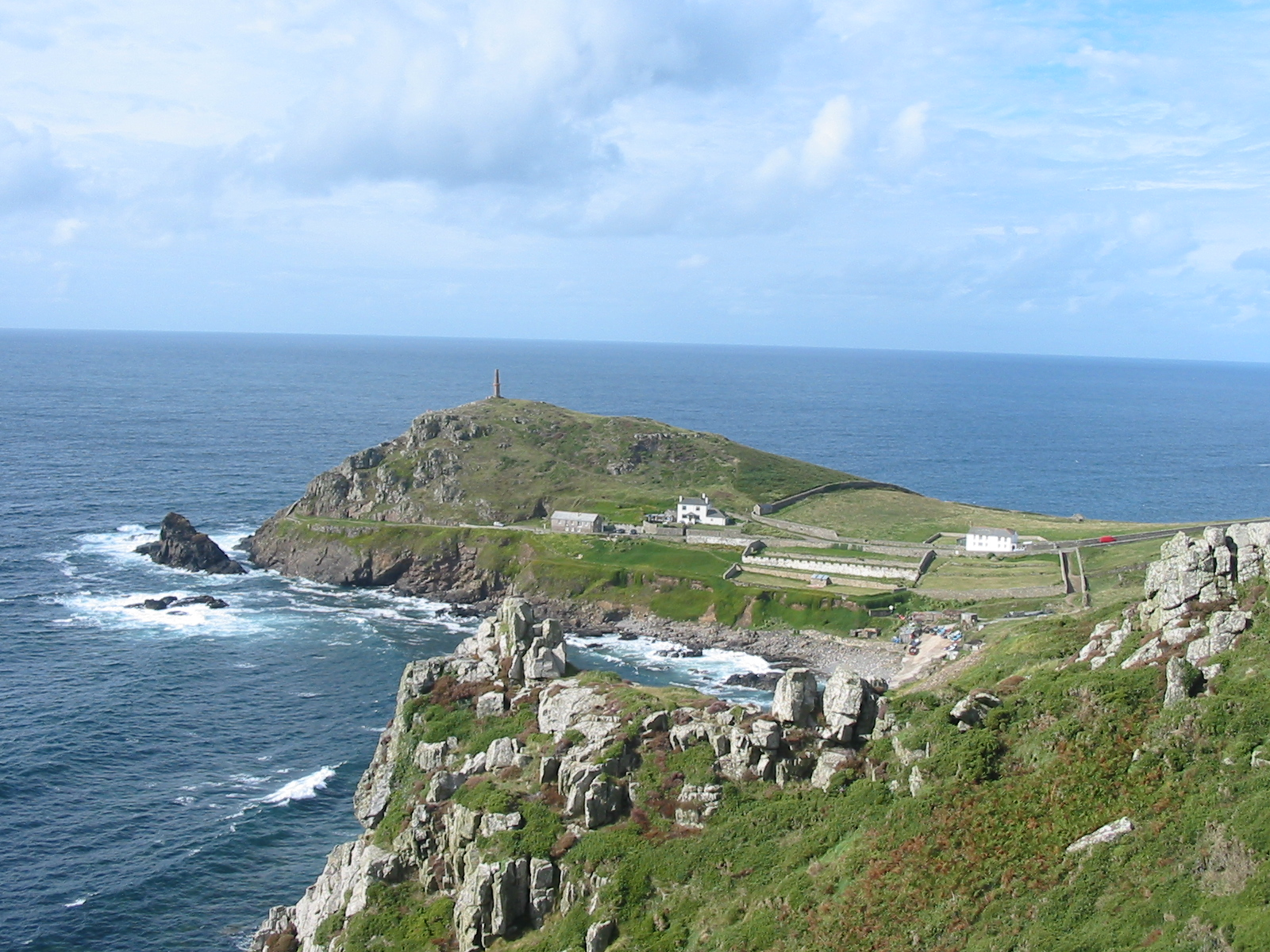
Vue sur le cap Cornwall.

Le cap Cornwall est un cap anglais sur l'extrémité ouest des Cornouailles au Royaume-Uni. Il est géré par le National Trust.